# Tatra T4
Tatra T4 je československá tramvaj vyráběná od konce 60. let do 2. poloviny 80. let 20. století. Jedná se o poslední model podniku ČKD Praha, závod Tatra Smíchov, který přímo vychází z americké koncepce PCC.

## Historické pozadí

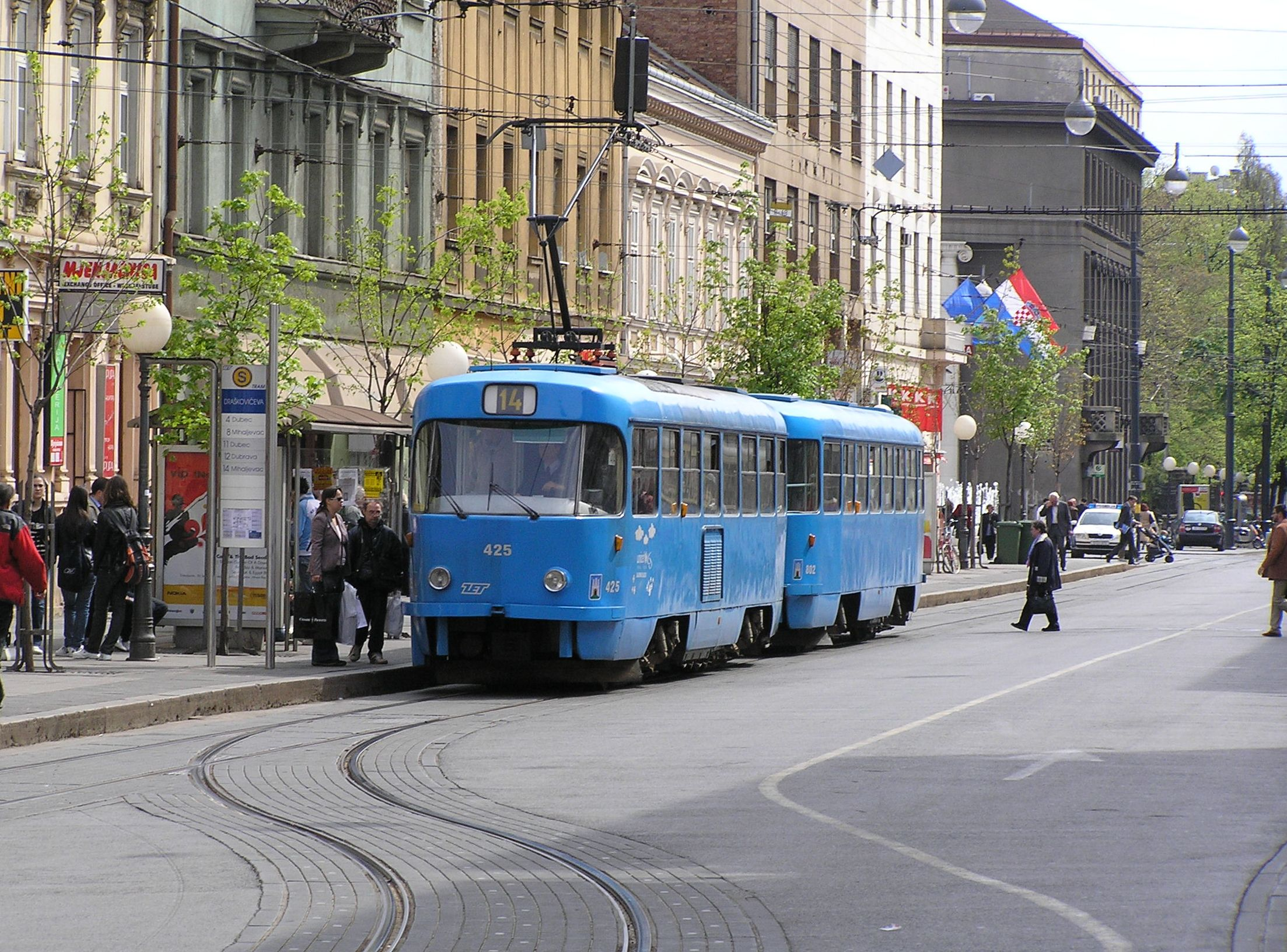
Záhřebská souprava T4YU s vlečným vozem B4YU

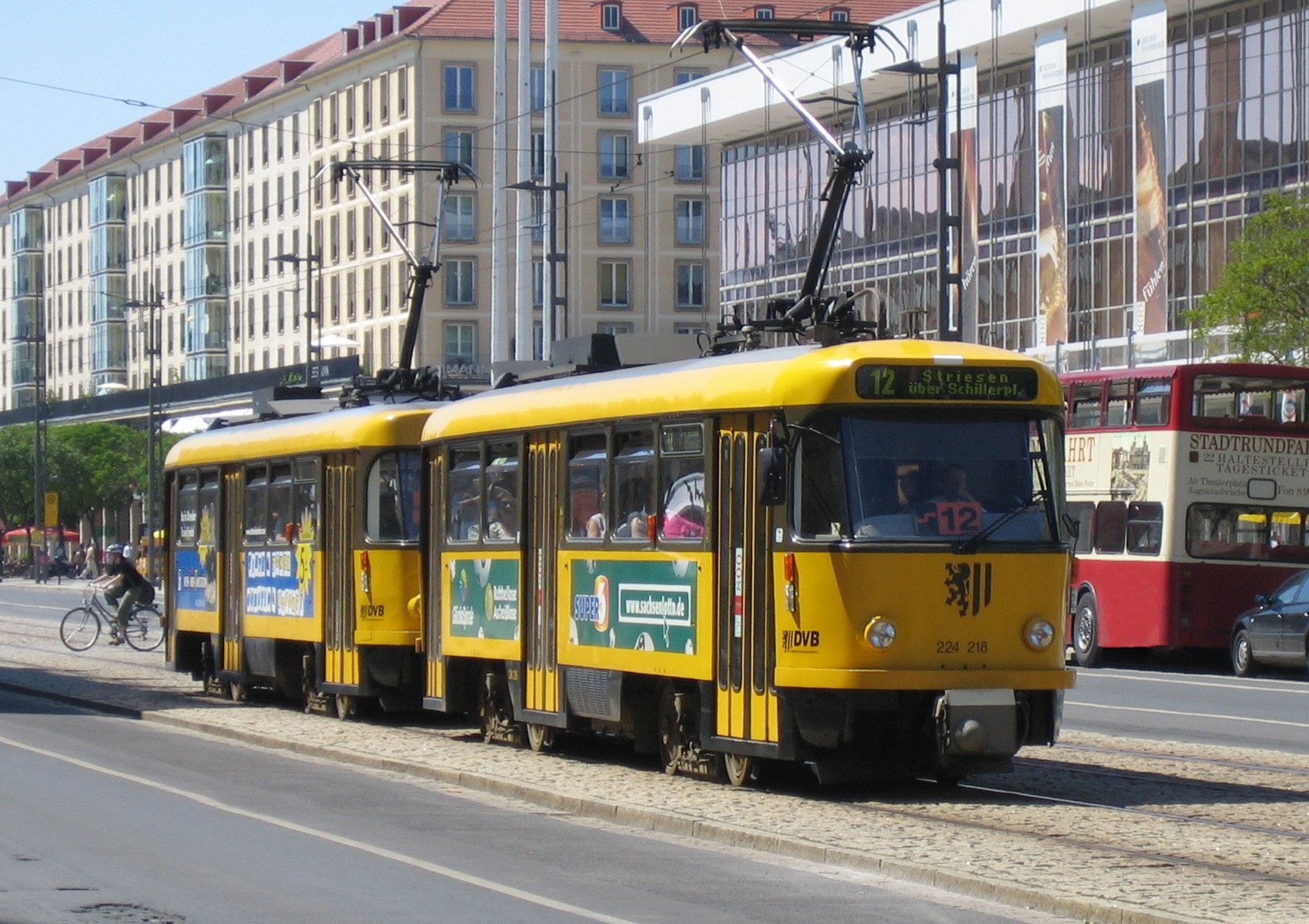
Drážďanská souprava zmodernizovaných vozů T4D

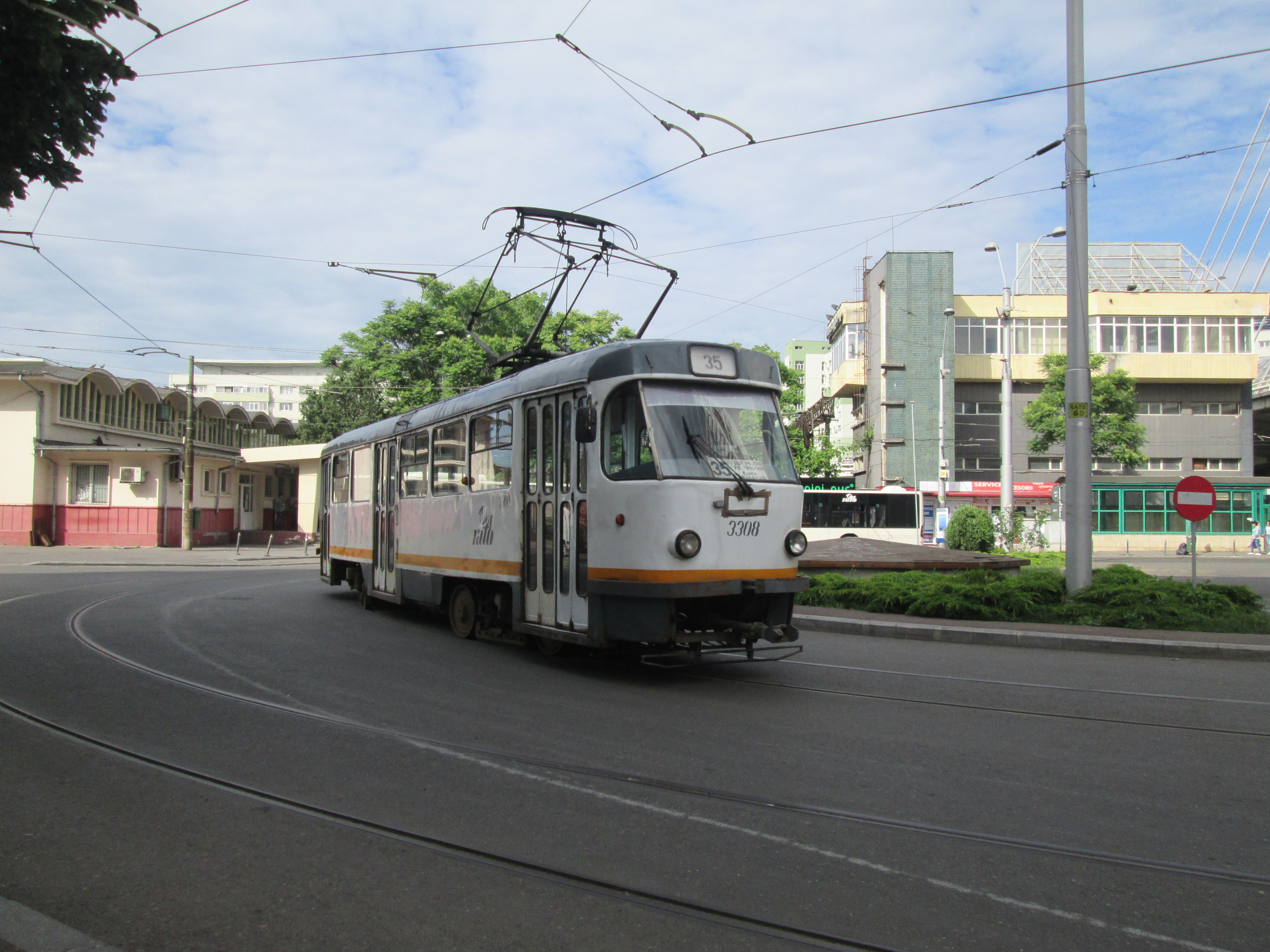
Tramvaj Tatra T4R v Bukurešti

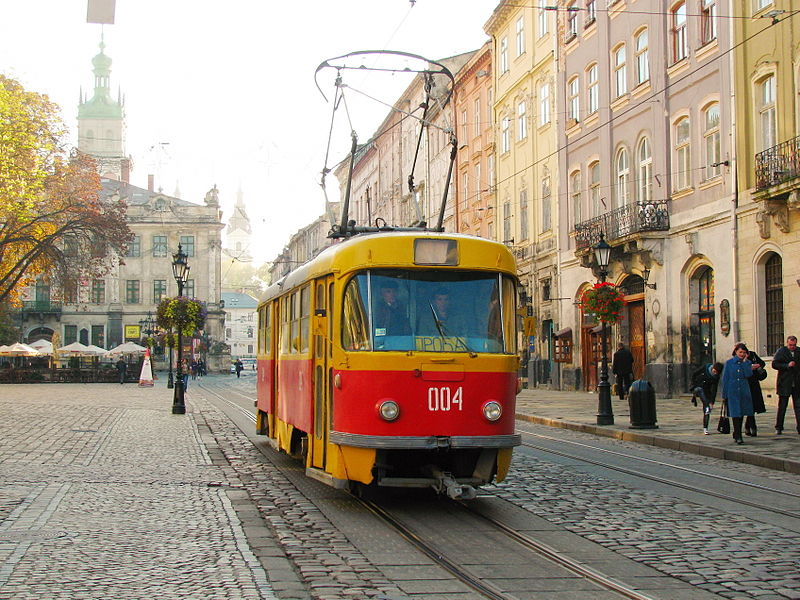
Tramvaj Tatra T4SU ve Lvově na Ukrajině

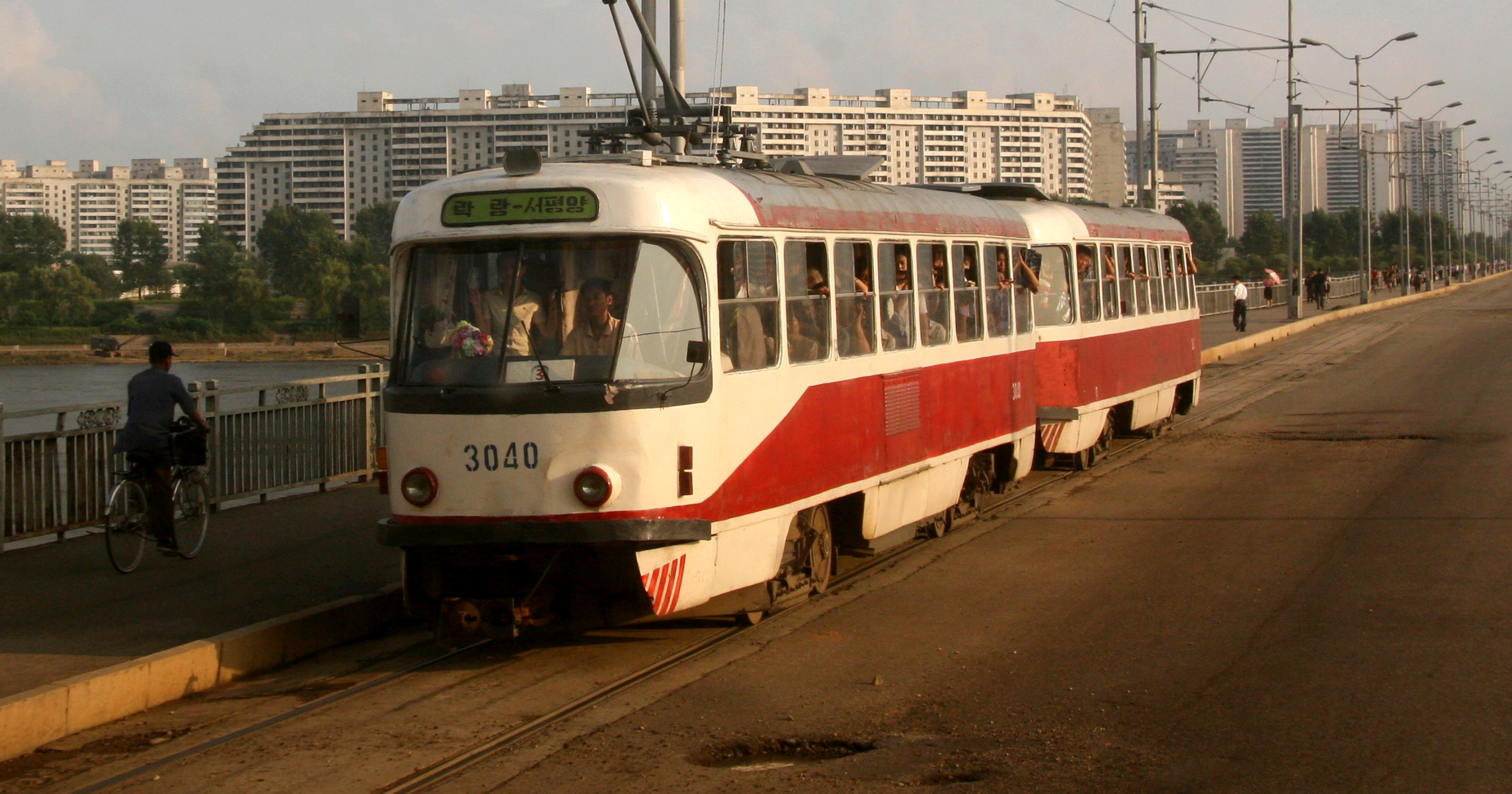
Souprava tramvaje Tatra T4D a vlečného vozu B4D v Pchjongjangu v Severní Koreji

ČKD Tatra získala v roce 1965 podle smlouvy podepsané německou a československou stranou monopol výroby tramvajových vozidel v rámci RVHP pro německý trh. Tamní výrobce VEB Waggonbau Gotha proto zrušil výrobu tramvají a zbytek vozů musela za něj vyrobit ČKD. Ta převzala původní technickou dokumentaci, podle níž rozjela výrobu již výběhových dvounápravových vozů, které označila jako typ T2D (motorový vůz) a B2D (vlečný vůz). V důsledku přípravy velkosériové výroby tramvají firma ČKD definitivně přeorientovala výrobu pouze na tramvaje. Tehdejší vláda rozhodla o vývoji nového typu, jehož koncepce měla odpovídat již vyráběnému typu Tatra T3. „Té čtverka“ byla vyvinuta na základě požadavků německých provozovatelů a zkušebních jízd třívozové soupravy pražských vozů T3 zapůjčených do Drážďan. Šlo o ev. č. 6401, 6402 (dodány v prosinci 1964) a 6405 (dodán v lednu 1965), zkoušky probíhaly od ledna do dubna 1965. Během nich se vozy dobře osvědčily, Němci ale vytýkali šířku těchto vozů (2,5 m) a požadovali zúžení a možnost provozu s vlečným vozem, čehož „tétrojka“ nebyla schopná. Po návratu této trojice vozů do Prahy se konala postupná jednání o projektu nového typu T4.
Konstrukční práce na typu T4 začaly na přelomu let 1966 a 1967. V roce 1967 byly postupně zkompletovány dva prototypy T4, oba bez evidenčních čísel. Pro první vůz T4D byl vyvinut vlečný vůz typu Tatra B4. Na konci roku se tato souprava dostala do Drážďan, kde motorový vůz obdržel číslo 2000. V roce 1971 byl upraven na školní vůz ev. č. 724 001-2, v roce 1984 znovu přečíslován na ev. č. 201 201-4. Roku 1997 byl předán drážďanskému tramvajovému muzeu a na přelomu tisíciletí byl renovován do původního stavu s ev. č. 2000.
Druhý prototypový vůz T4YU byl dodán do Bělehradu. Tam obdržel ev. č. 111 a byl využíván ke zkušebním jízdám s funkčním vzorkem vlečného vozu B4, který byl označen jako BW3000. O dva roky později byla souprava vrácena zpět do Prahy. V pražském dopravním podniku byl vůz T4YU označen ev. č. 5500 a upraven na vyhlídkovou tramvaj, přičemž v tomto stavu je dodnes. Vůz nemá zadní dveře a disponuje uspořádáním sedadel 2+2, přičemž zadní polovina sedaček je na vyvýšené podestě. Z důvodů zjednodušení údržby byla původní výzbroj nahrazena výzbrojí TR 37 z tramvají T3. Tento prototyp se od ostatních vozů T4 liší použitím vlnitého plechu na bočnicích, které byly typické pro kloubové tramvaje Tatra K2.

## Konstrukce
Vůz se vzhledově velmi podobá tramvajím typu Tatra T3, hlavním rozdílem je šířka vozové skříně (2200 mm oproti 2500 mm u typu T3). Tramvaje T4D (pro NDR) a T4YU (pro Záhřeb) byly navíc upraveny pro provoz s vlečným vozem Tatra B4.
Tatra T4 je jednosměrný čtyřnápravový vůz s odporovou elektrickou výzbrojí UB 13 se zrychlovačem), která vycházela z výzbroje UA 12 pro kloubové vozy Tatra K2. Konstrukce T4 je odvozena od typu T3, z něhož převzala i řadu konstrukčních prvků. Oproti T3 má velké rozdíly především ve výzbroji, která měla zvýšený výkon trakčních motorů na 4×43 kW, s tím související zvýšený výkon motorventilátorů a upravený zrychlovač pro těžší rozjezd s vlečným vozem. Pro dodávky do Rumunska, kde je napětí v troleji 750 V, bylo zapotřebí upravit tuto výzbroj pro vyšší napětí. Tato výzbroj byla poté označena jako UB 17. Přibyly i další stykačové skříně na podvozku kvůli několika možným způsobům spřažení do soupravy s vlečným vozem. Úprav doznaly i pomocné obvody a rozmístění přístrojů uvnitř vozu.
Protože T3 neměla dostatečně pevný rám, hlavně podélník pro tažení „vlečňáku“, bylo nutné jej zesílit. Elektrické propojení motorových a vlečných vozů bylo řešeno elektromechanickým spřáhlem ESW, díky čemuž na čelech zmizely zásuvky mnohočlenného řazení. Tehdejší novinkou byla tlačítka pro otevírání dveří, hranaté střešní větrací klapky s pákovým mechanismem, symetrické zjednodušené dveře, jednodušší provedení podlahy a nově řešené záchytné tyče. T4 byla vybavena také čtyřmi pískovači, vždy po dvou před první a třetí nápravou.
Karoserie byla tvořená ocelovou svařenou kostrou a rámem s laminátovými čely, které byly totožné s typem T3, odlišovala se pouze ve zkosení konců karoserie.
V interiéru je T4 vybavena stejně jako T3 laminátovými sedadly v barevné kombinaci šedá+červená dle T3, nebo žlutá+červená (verze YU) dle K2. Ve verzi T4YU byla montována pokladna průvodčího vedle třetích dveří.
Tramvaje T4 je možné provozovat na rozchodech 1000, 1067, 1435, 1450 a 1458 mm. Je možné je provozovat v soupravách T4+B4, T4+T4+B4 (tzv. grosszugy), T4+T4, nebo jen sólo (verze SU).

## Rekonstrukce a modernizace
- Tatra T4D-C – výzbroj AEG
- Tatra T4D-M – odporová výzbroj UB 13, dosazení digitálních panelů, vyroben jediný prototyp
- Tatra T4D-MI – dosazení palubního počítače IBIS
- Tatra T4D-MS – odporová výzbroj UB 13, dosazení digitálních panelů, vychází z verze M
- Tatra T4D-MT – GTO tyristorová výzbroj TV 8, dosazení digitálních panelů
- Tatra TB4D-MS – úprava odstraněním stanoviště řidiče, zakrytí panelu plechovým krytem, později označení bylo zkráceno na TB4D-M
- Tatra T4D-M1 – nová výzbroj
- Tatra T4D-M2 – nová výzbroj, dosazení klimatizace kabiny řidiče
- Tatra W-T4D – zobousměrnění dosazením dveří do levé bočnice
- Tatra Z-T4D – zobousměrnění dosazením dveří do levé bočnice a druhého stanoviště řidiče

## Dodávky tramvají
V letech 1967 až 1987 bylo vyrobeno 2635 vozů T4.
| Současný stát | Město         | Článek | Typ  | Roky dodávek | Počet vozů | Evidenční čísla při dodání | Poznámky                   |
| ------------- | ------------- | ------ | ---- | ------------ | ---------- | -------------------------- | -------------------------- |
| Estonsko      | Tallinn       | článek | T4SU | 1973–1979    | 60 kusů    | 250–309                    |                            |
| Chorvatsko    | Záhřeb        | článek | T4YU | 1976–1983    | 95 kusů    | 401–494                    | číslo 405 obsazeno dvakrát |
| Lotyšsko      | Liepāja       | článek | T4SU | 1976–1979    | 15 kusů    | 201–215                    |                            |
| Německo       | Drážďany      | článek | T4D  | 1967–1984    | 572 kusů   | viz poznámka               |                            |
| Německo       | Halle (Saale) | článek | T4D  | 1968–1986    | 323 kusů   | 901–1223                   |                            |
| Německo       | Lipsko        | článek | T4D  | 1968–1986    | 597 kusů   | 1601–2197                  |                            |
| Německo       | Magdeburg     | článek | T4D  | 1968–1986    | 274 kusů   | 1001–1274                  |                            |
| Rumunsko      | Arad          | článek | T4R  | 1974–1981    | 100 kusů   | 80–179                     |                            |
| Rumunsko      | Brăila        | článek | T4R  | 1978         | 10 kusů    | 19–28                      | původně určeny pro Galați  |
| Rumunsko      | Bukurešť      | článek | T4R  | 1973–1975    | 131 kusů   | 3301–3431                  |                            |
| Rumunsko      | Galați        | článek | T4R  | 1978         | 10 kusů    | 61–70                      |                            |
| Rumunsko      | Jasy          | článek | T4R  | 1978–1981    | 70 kusů    | 201–270                    |                            |
| Rusko         | Kaliningrad   | článek | T4SU | 1971–1979    | 223 kusů   | 101–323                    |                            |
| Srbsko        | Bělehrad      | článek | T4YU | 1967–1972    | 22 kusů    | 1–20, 111, 112             |                            |
| Ukrajina      | Lvov          | článek | T4SU | 1972–1979    | 73 kusů    | 801–873                    |                            |
| Ukrajina      | Vinnycja      | článek | T4SU | 1971–1979    | 42 kusů    | 106–147                    |                            |
| Ukrajina      | Žytomyr       | článek | T4SU | 1977–1979    | 18 kusů    |                            |                            |

Poznámka (Drážďany): vozy T4D obdržely čísla 2000 (je prototyp, Rok výroby 1967), 1909 – 1999 (Rok výroby 1969; přečíslováno na 222 909 – 222 999), 1908 – 1855 (počítáno pozpátku; Rok výroby 1970; přečíslováno na 222 001 – 222 054), 222 101 – 222 138, 222 161 – 222 178, 222 201 – 222 250, 222 301 – 222 353 (čísla 222 319 a 222 237 obsazena dvakrát), 222 361 – 222 364, 222 401 – 222 468, 222 471 – 222 484, 222 501 – 222 559, 222 601 – 222 648, 222 701 – 222 720, 222 801 – 222 844 a 222 861 – 222 870.
V současné době vozy T4 jsou v německých městech již postupně vyřazovány z provozu, odkud jsou odprodávány převážně do bulharské Sofie; v provozu jsou nasazovány v Drážďanech (15 kusů v roce 2019), Halle nad Sálou (6 vozů v roce 2019), a v Lipsku jezdí 92 vozů modernizovaných T4D. Velký počet původních německých T4D jezdí také v Pchjongjangu a některé vozy jsou provozovány i v ruských městech.
V Česku se nacházejí dvě tramvaje T4, které byly zakoupeny jako ojeté: liberecký brousící vůz původem z Gery (v ČR od roku 2004) a pražský vyhlídkový vůz původem z Bělehradu (druhý prototyp typu T4, v Praze od roku 1970).

## Historické vozy

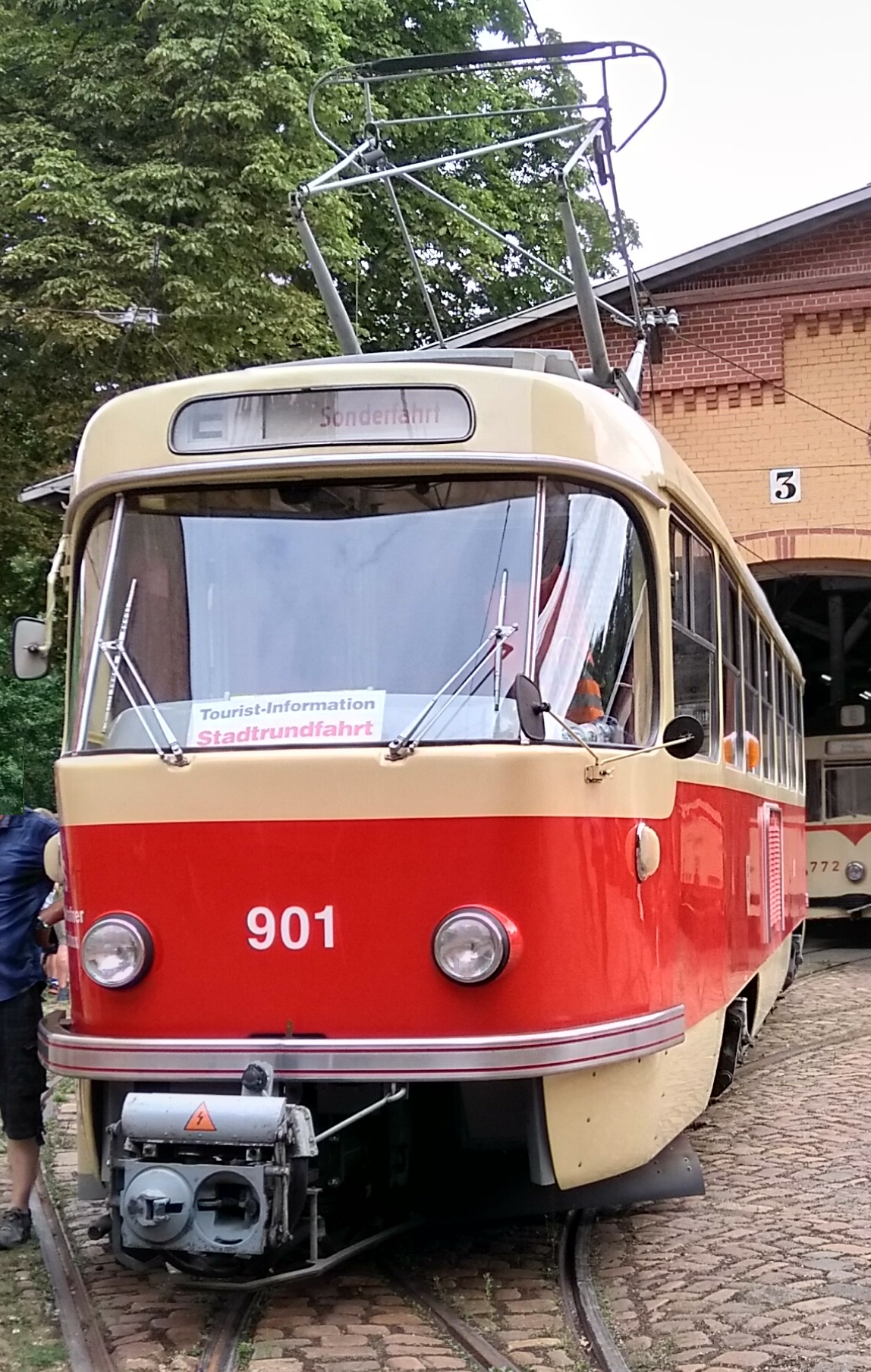
Muzejní vůz T4D před Muzeem tramvají v Halle

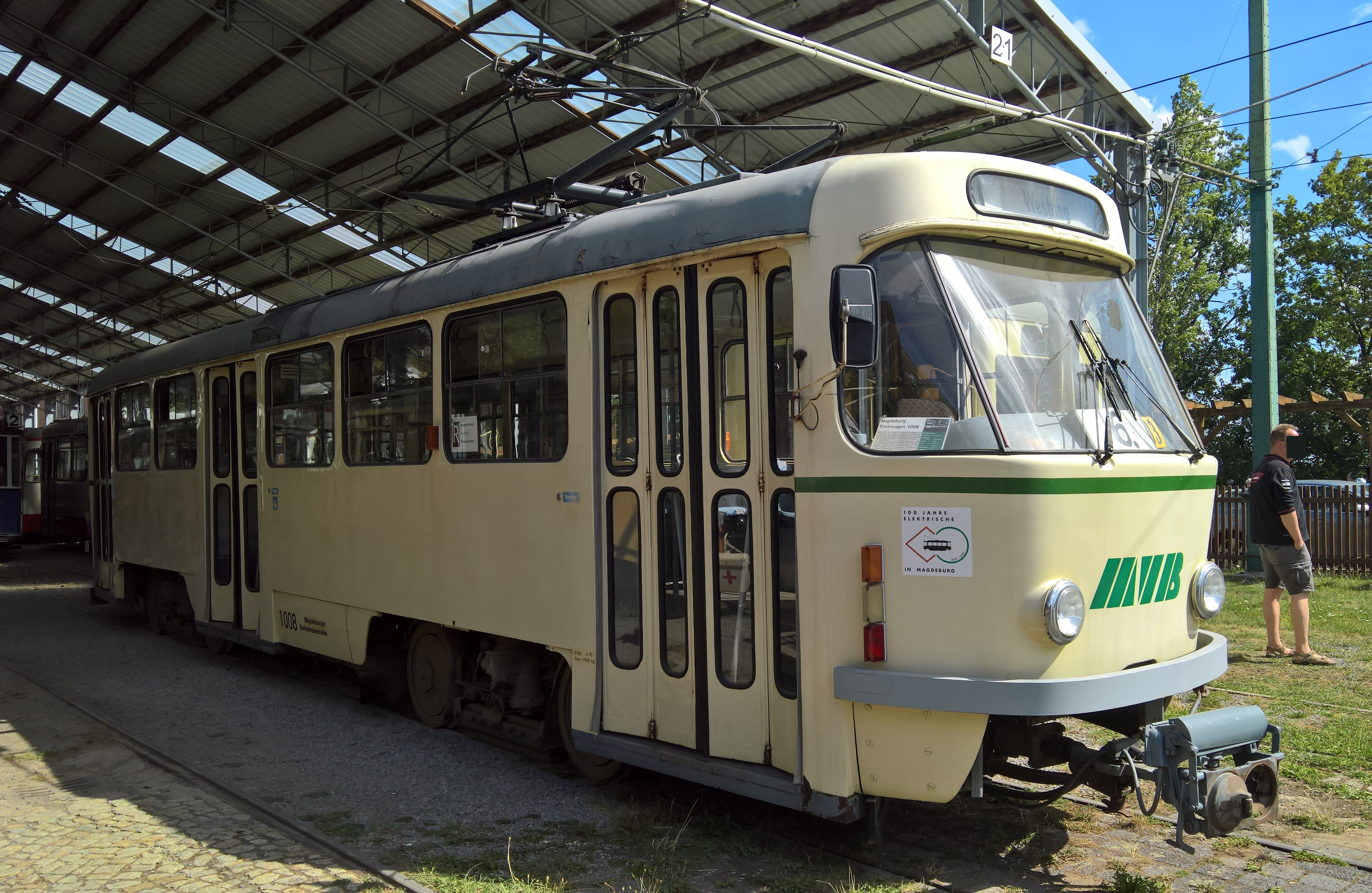
Muzejní vůz T4D v Hannoverském tramvajovém muzeu

- Praha (druhý prototyp T4YU ev. č. 5500 určený pro komerční účely)
- Drážďany (první prototyp T4D ev. č. 2000, vůz ev. č. 222 998-7)
- Halle (vozy T4D ev. č. 901 a 931; vůz Z-T4D 900)
- Hannoversches Straßenbahn-Museum (magdeburské vozy T4D ev. č. 1008 a 1072)
- National Tramway Museum Crich (hallský vůz Z-T4D ev. č. 902)
- Lipsko (vůz T4D ev. č. 1602)
- soukromá osoba (lipský vůz T4D ev. č. 1928)
- Magdeburg (vozy T4D ev. č. 1001 a 1120)
- Jasy (vůz T4R ev. č. 262)
- Lvov (vůz T4SU ev. č. 869)
- Vinnycja (vůz T4SU ev. č. 143)
- Järva-Jaani (talinnský vůz T4SU ev. č. 294)
- Sofie (vůz T4D ev. č. 1094)
- Lipeck (vůz T4D ev. č. 2039)